# Johannes Tolophus
Johannes Tolhopff (1429-1503) (Janus Tolophus, Hans Tholhopff) (* Kemnath, 1429 † Regensburgo, 26 de Abril de 1503), foi humanista, cosmógrafo e astrólogo, que trabalhou para o rei da Hungria, Matias Corvino. Foi aluno de Regiomontanus e reitor da Universidade de Ingolstadt entre 1473 e 1475.

## Obra
- Stellarium (cum praefatione ad Mathiam regem Hungariae). (Estelário, com prefácio para Matias rei da Hungria), Buda, 1480